# خورخي بتاغليا
خورخي بتاغليا (بالإسبانية: Jorge Battaglia)‏ مواليد 12 مايو 1960 في أسونسيون، هو لاعب كرة قدم باراغواياني سابق كان يلعب في حراسة المرمى. سبق له أن لعب في كأس العالم لكرة القدم مع منتخب بلاده في مونديال عام 1986، حيث كان بديلا للحارس الأساسي روبرت فرنانديز.

## المسيرة الاحترافية
انضم إلى نادي سول دا أمريكا الأول في عام 1980، وبقي معه حتى عام 1983، كانت مسيرته المهنية فترة وجيزة في بوليفيا في نادي بوليفار في لاباز، لكنه سرعان ما عاد إلى وطنه. في عام 1986، غادر باتاغليا بلده الأصلي مرة أخرى ليجرب حظه في الخارج. اشتراه إستوديانتس، وهو فريق أرجنتيني، لموسم 1986-1987. ظل الباراغواياني مع نادي لا بلاتا حتى موسم 1989-1990، حيث شارك في 83 مباراة في دوري الدرجة الأولى الأرجنتيني. عند عودته إلى باراغواي، قبل حارس المرمى عرض أولمبيا أسونسيون، بطل كوبا ليبرتادوريس 1990. في عام 1998، حوالي الأربعين عاما أنهى حياته المهنية بخبرتين في الخارج الأولى في بيرو مع أليانزا ليما والثانية في كولومبيا مع إنديبندينتي ميديلين.

### أندية لعب لها
- نادي بوليفار
- إستوديانتيس دي لا بلاتا
- أوليمبيا أسونسيون
- أليانزا ليما
- إنديبندينتي ميديلين

## المشاركات الدولية
تم استدعاؤه لأول مرة في عام 1985 وكان أول ظهور له في 9 أكتوبر 1985 في مباراة ضد منتخب تشيلي في أسونسيون. استمرت مسيرته في الاختيار بشكل رئيسي في المباريات الودية السابقة لكأس العالم 1986. تم اختياره ليكون الحارس البديل لفرنانديز، وشارك في مونديال عام 1986 دون أن يدخل الميدان. في عام 1993، بعد فترة من الغياب عن الساحة الدولية، عاد ليكون جزءًا من تشكيلة باراغواي، وفي عام 1995 لعب مباراتين في كوبا أمريكا، بدلًا من رويز دياز من المباراة الثالثة للمجموعة فصاعدًا. في 26 يوليو 1996 في أسونسيون ضد بوليفيا لعب آخر مباراة له مع المنتخب الوطني.

## روابط خارجية
- خورخي بتاغليا على موقع الاتحاد الدولي (مؤرشف)  (الإنجليزية)
- خورخي بتاغليا على موقع قاعدة بيانات كرة القدم.إي يو (الإنجليزية)
- خورخي بتاغليا على موقع ناشيونال فوتبول تيمز (الإنجليزية)
- خورخي بتاغليا على موقع عالم كرة القدم.نت (الإنجليزية)